# Levi Watkins

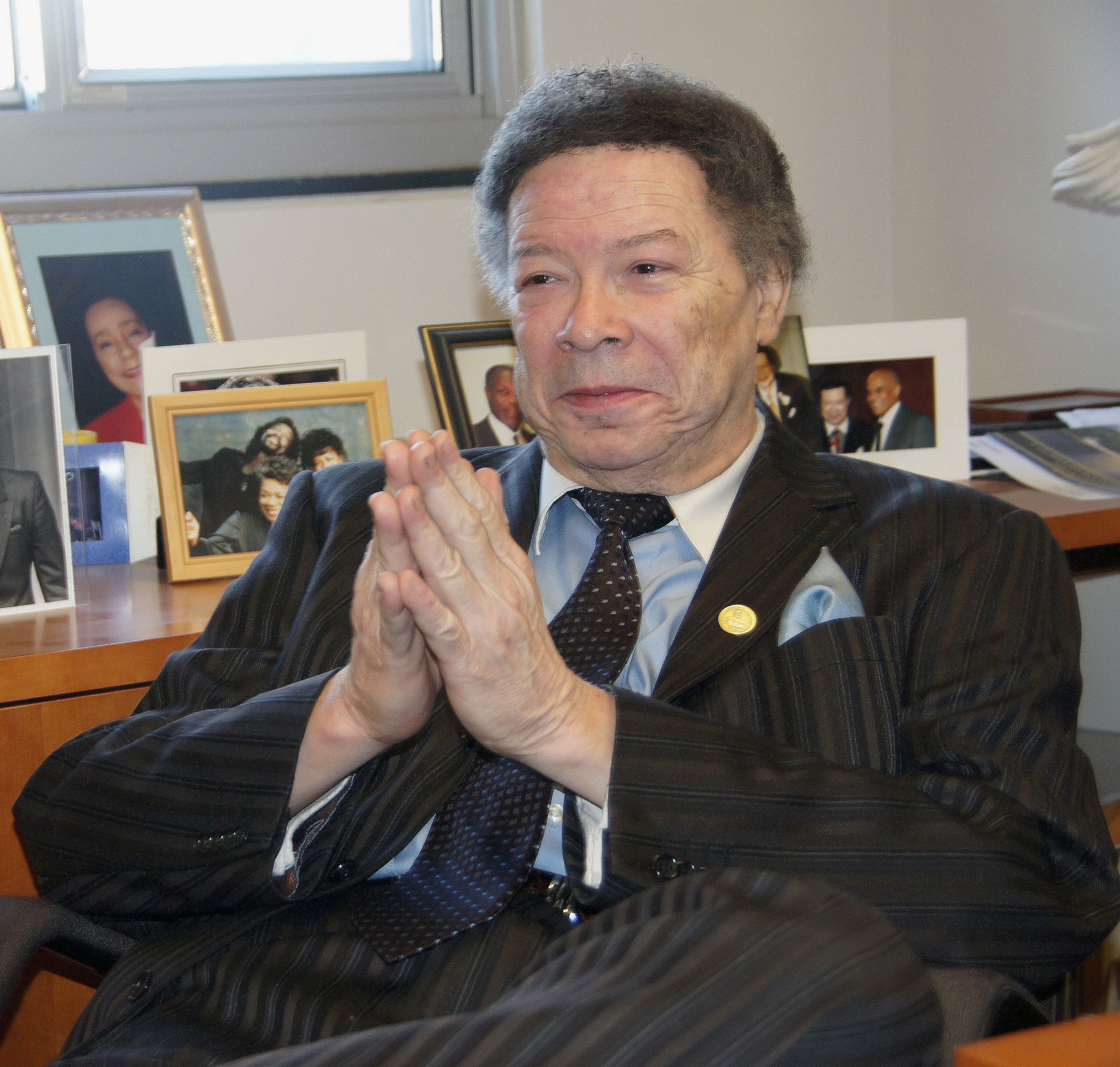
Levi Watkins, 2013

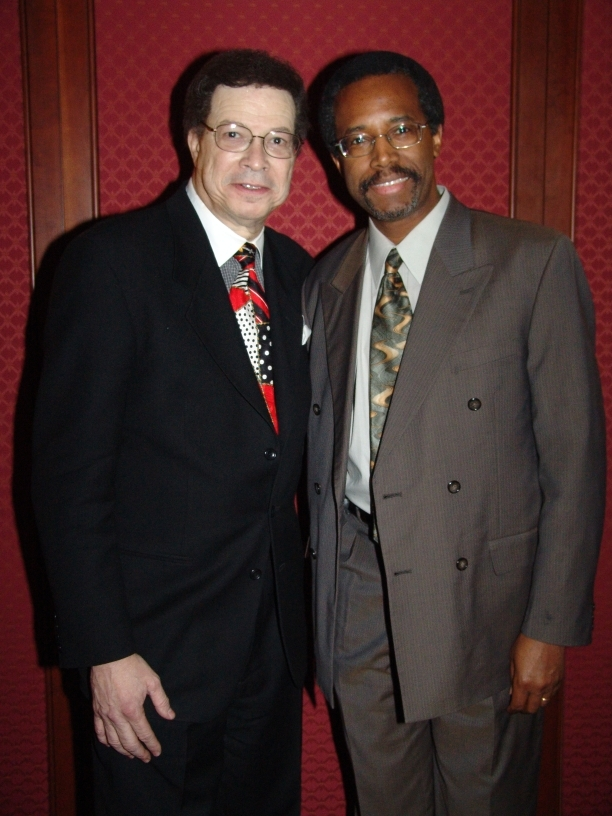
Levi Watkins und Ben Carson, 2000

Levi Watkins (* 13. Juni 1944 in Parsons, Kansas; † 11. April  2015 in Baltimore,  Maryland) war ein US-amerikanischer Herzchirurg und Bürgerrechtler. 1980 implantierte er als Erster erfolgreich einen automatischen Defibrillator in einen menschlichen Patienten.

## Leben und Werk
Watkins wurde als Sohn von Levi Watkins Sr.  und Lillian Varnado geboren und wuchs mit zwei Brüdern und drei Schwestern auf. Die Familie zog nach Montgomery (Alabama), wo sein Vater von 1962 bis 1983 sechster Präsident des Alabama State College war und seine Mutter als Highschool-Lehrerin arbeitete. Watkins besuchte die Alabama State Laboratory High School und studierte Biologie an der Tennessee State University, wo er 1966 einen Abschluss mit Auszeichnung erhielt. Danach besuchte er die Vanderbilt University School of Medicine und erhielt als erster Afroamerikaner einen medizinischen Abschluss von dieser Institution. Als er 1970 seinen Abschluss machte, war Watkins Mitglied von den Fraternities Alpha Omega Alpha, Alpha Phi Alpha, Alpha Kappa Mu und Beta Kappa Chi. 
Er begann 1971 seine medizinische Ausbildung im Johns Hopkins Hospital. Von 1973 bis 1975 studierte er an der Abteilung für Physiologie der Harvard Medical School und führte Forschungen zur Rolle des Renin-Angiotensin-Systems bei Herzinsuffizienz durch. Angiotensinblocker wurden entwickelt, um die Nebenwirkungen von ACE-Hemmern zu vermeiden, die zuvor das Mittel der Wahl zur Senkung des Blutdruck und Behandlung von Herzinsuffizienz waren. 
Nachdem er zwei Jahre  in Harvard geforscht hatte, kehrte er an die Johns Hopkins University zurück, wo er 1978 Chefarzt der Herzchirurgie wurde und der erste afroamerikanische Chefarzt an der Universität war. Im Februar 1980 führte er die weltweit erste Implantation des automatischen Defibrillators bei einem Patienten durch und entwickelte anschließend verschiedene Techniken zur Implantation des Geräts. Er verbesserte Techniken für die Operation am offenen Herzen, von denen viele noch heute verwendet werden. Er wurde 1991 zum Professor für Herzchirurgie ernannt und war gleichzeitig bis zu seiner Pensionierung 2013 Associate Dean der School of Medicine.

## Bürgerrechtsaktivismus
Im Alter von acht Jahren lernten Watkins und seine Familie die Familie von Martin Luther King durch ihre Kirche kennen. Von diesem Zeitpunkt an wurde Watkins für die Bürgerrechtsbewegung aktiv und setzte sich für andere afroamerikanische Mitbürger und andere Minderheiten ein. 1955 nahm er am Busboykott von Montgomery teil, der nach dem Busvorfall mit Rosa Parks stattfand. Er arbeitete auch eng mit King zusammen und fuhr Gemeindemitglieder in einem Kombi zur Kirche, damit sie 1956 das getrennte Bussystem der Stadt boykottieren konnten. Später wurde er als Mitglied der Zulassungsbehörde der Johns Hopkins University gewählt, wo er versuchte die Universität allen ethnischen Gruppen gegenüber fairer zu gestalten. Er verbesserte die Bedingungen an der Universität, so dass sich die Zahl der afroamerikanischen Schüler zwischen 1978 und 1983 verfünffachte.
1983 wurde Watkins in das National Board des Robert Wood Johnson Minority Faculty Development Program berufen, mit dem die Zahl der medizinischen Fakultäten für Minderheiten auf nationaler Ebene erhöht werden sollte. 
Watkins starb im Alter von 70 Jahren in Baltimore an einem Herzinfarkt und einem anschließenden Schlaganfall. 

## Anerkennungen
Er wurde mit einem Ehrendoktor ausgezeichnet von dem Sojourner - Douglass College, dem Meharry Medical College, dem Spelman College und der Morgan State University. Im April 2010 wurde er mit dem Thurgood Marshall College Fund Award für herausragende Leistungen in der Medizin ausgezeichnet.
Die Vanderbilt University gründete zu seinen Ehren den Levi Watkins Jr., MD Chair.  Eine Vorlesungsreihe mit dem Titel Levi Watkins Jr., MD Lecture on Diversity in Medical Education wurde 2002 nach ihm benannt und findet jedes Jahr an der Vanderbilt University statt. Am Marmorbrunnen im Patterson Park in Baltimore ist eine Gedenktafel mit seinem Bild angebracht.
2008 wurde Watkins zum Distinguished Alumnus der Vanderbilt University ernannt. Zuvor war er 1998 mit der Vanderbilt-Ehrenmedaille für herausragende Absolventen der medizinischen Fakultät ausgezeichnet worden. Von 2003 bis 2013 war er Mitglied des Board of Trust der Universität. 2005 wurde sein Porträt an der School of Medicine enthüllt und damit sein Lebenswerk und sein Engagement für die Vanderbilt University gewürdigt. 
Annie Marie Watkins Garraway schenkte 2017 zu Ehren ihres 2015 verstorbenen Bruders Watkins der Vanderbilt University 500.000 USD,  um einen Stiftungsstipendienfonds zu Ehren des Herzchirurgen einzurichten.